# Noordpeene
Noordpeene (niederländisch: Noordpene) ist eine französische Gemeinde mit 812 Einwohnern (Stand: 1. Januar 2022) im Département Nord in der Region Hauts-de-France. Sie gehört zum Arrondissement Dunkerque und ist Mitglied im Gemeindeverband Cœur de Flandre Agglo. Die Einwohner werden Noordpéenois und Noordpéenoises genannt.

## Geografie

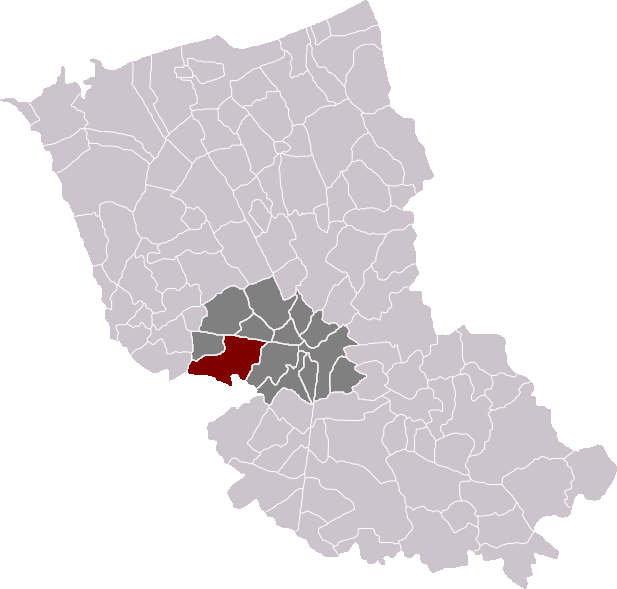
Lage von Noordpeene im Arrondissement Dunkerque

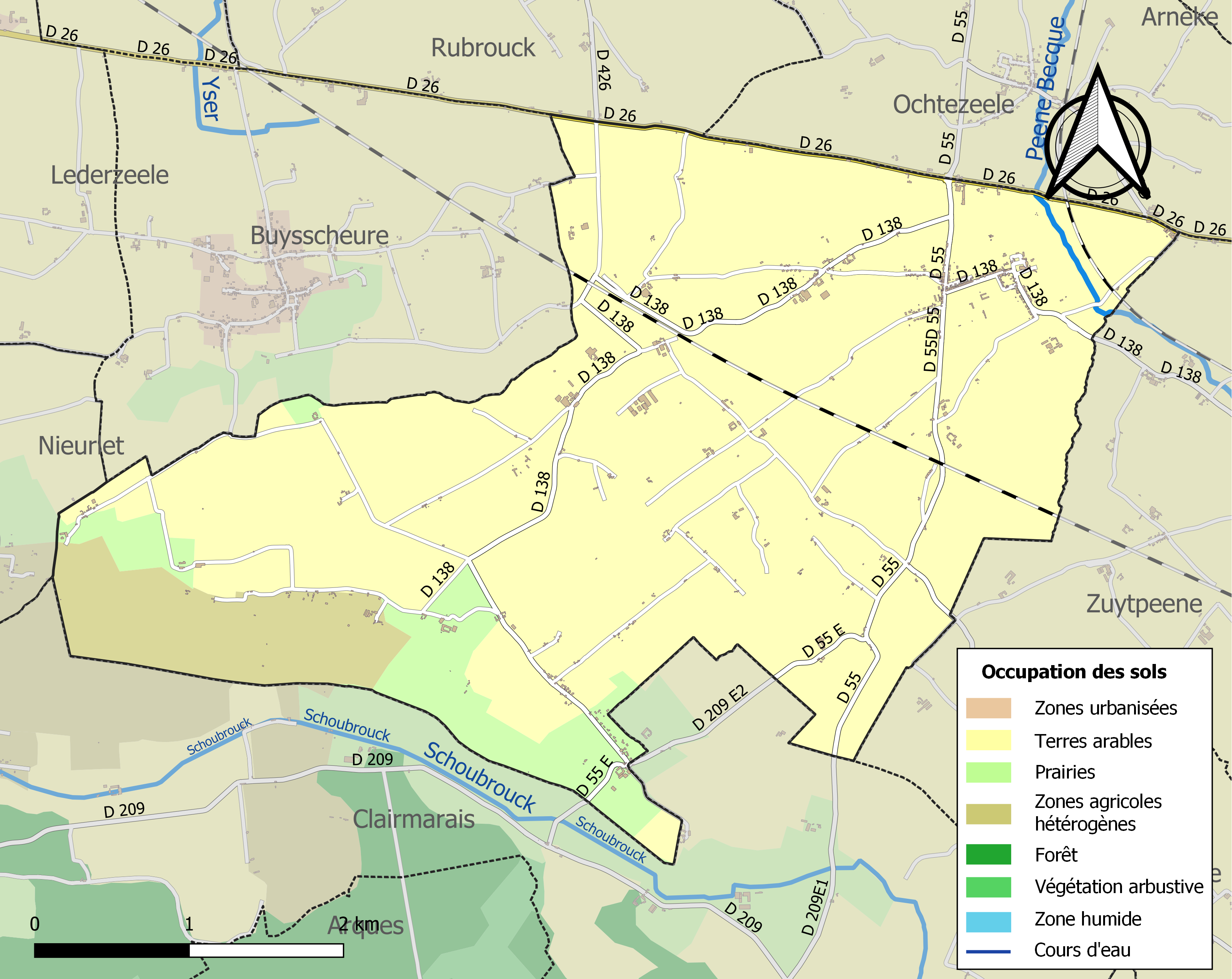
Bodennutzung, Hydrografie und Infrastruktur der Gemeinde (2018)

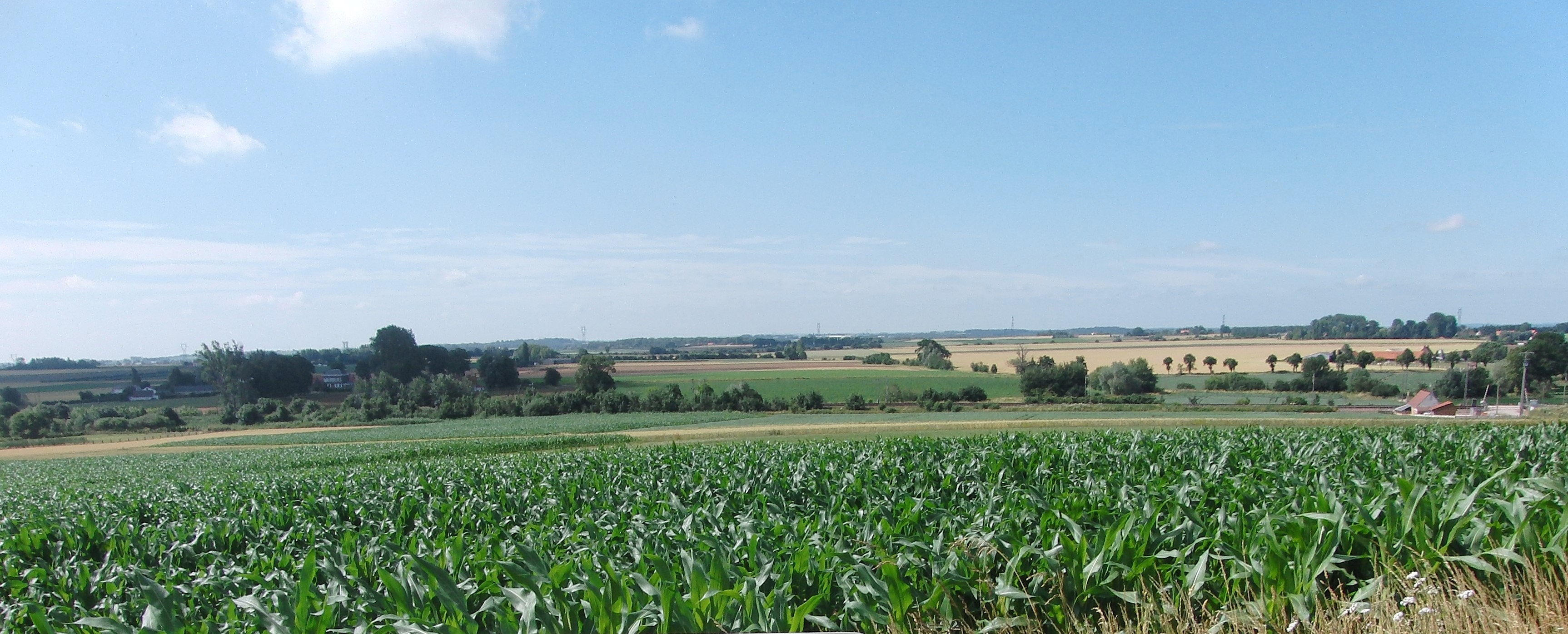
Biosphärenreservat Marais Audomarois

Noordpeene liegt in Französisch-Flandern, etwa 26 Kilometer südlich von Dünkirchen und etwa 51 Kilometer nordwestlich von Lille an der Grenze zum benachbarten Département Pas-de-Calais. Die Gemeinde befindet sich am Rand der Monts de Flandre im Regionalen Naturpark Caps et Marais d’Opale in der Région naturelle Houtland. Die Gemeinde wird von der Peene Becque, der Stenaert Becque, der Lyncke Becque, der Rivière de Schoubrouck, der Rivière de Booneghem, dem Flüsschen Paradis und verschiedenen kleineren Bächen durchströmt. Der Rivière de Schoubrouck, auch Fossé de la Pâture genannt, entwässert das ausgedehnte Feuchtgebiet im südwestlichen Gemeindegebiet und begrenzt es gleichzeitig. Das Zentrum liegt auf einer Höhe von etwa 25 m. Das Gemeindegebiet ist größtenteils flach, steigt jedoch im Nordwesten mit dem Balenberg rasch auf eine maximale Erhöhung von 69 m an, im Südwesten fällt es in der Breite bis auf Meeresniveau ab.
Teile des Gebiets von Bavinchove gehören zu den ZNIEFF-Naturzonen „Le complexe écologique du Marais Audomarois et de ses versants“ (310013353), das gleichzeitig ein Biosphärenreservat ist, und „Prairies humides de Clairmarais et du Bagard“ (310013354). Nahezu die gesamte Fläche der Gemeinde wird landwirtschaftlich genutzt (Stand: 2018).
Umgeben wird Noordpeene von den Nachbargemeinden Rubrouck im Norden, Ochtezeele im Norden und Nordosten, Zuytpeene im Osten, Clairmarais (Département Pas-de-Calais) im Süden und Südwesten, Nieurlet im Südwesten und Westen sowie Buysscheure im Westen und Nordwesten.

## Etymologie und Geschichte
Der Name der Gemeinde leitet sich vom Namen der Peene Becque ab. Namensformen waren in der Folge „Nortpenes“ (1114), „Northpenes“ (1183), „Pena“ (1187), „Penes“ (1205, 1224), „Penis“ (1219), „Nortpeene“ (1793), „Noordpeène“ (1801).
1677 fand in Noordpeene die Schlacht an der Peene zwischen dem Königreich Frankreich und der Republik der Vereinigten Niederlande statt.

## Einwohner
| Jahr                       | 1962 | 1968 | 1975 | 1982 | 1990 | 1999 | 2006 | 2013 | 2020 |
| Einwohner                  | 822  | 748  | 692  | 693  | 705  | 674  | 762  | 790  | 787  |
| Quellen: Cassini und INSEE |      |      |      |      |      |      |      |      |      |

## Sehenswürdigkeiten
- Schloss La Tour aus dem 18. Jahrhundert, seit 2016 als Monument historique eingeschrieben
- Kirche Saint-Denis, Glockenturm und Helm seit 1932 als Monument historique eingeschrieben
- Obelisk der Schlacht an der Peene
- Reste eines ehemaligen Wilhelmitenklosters

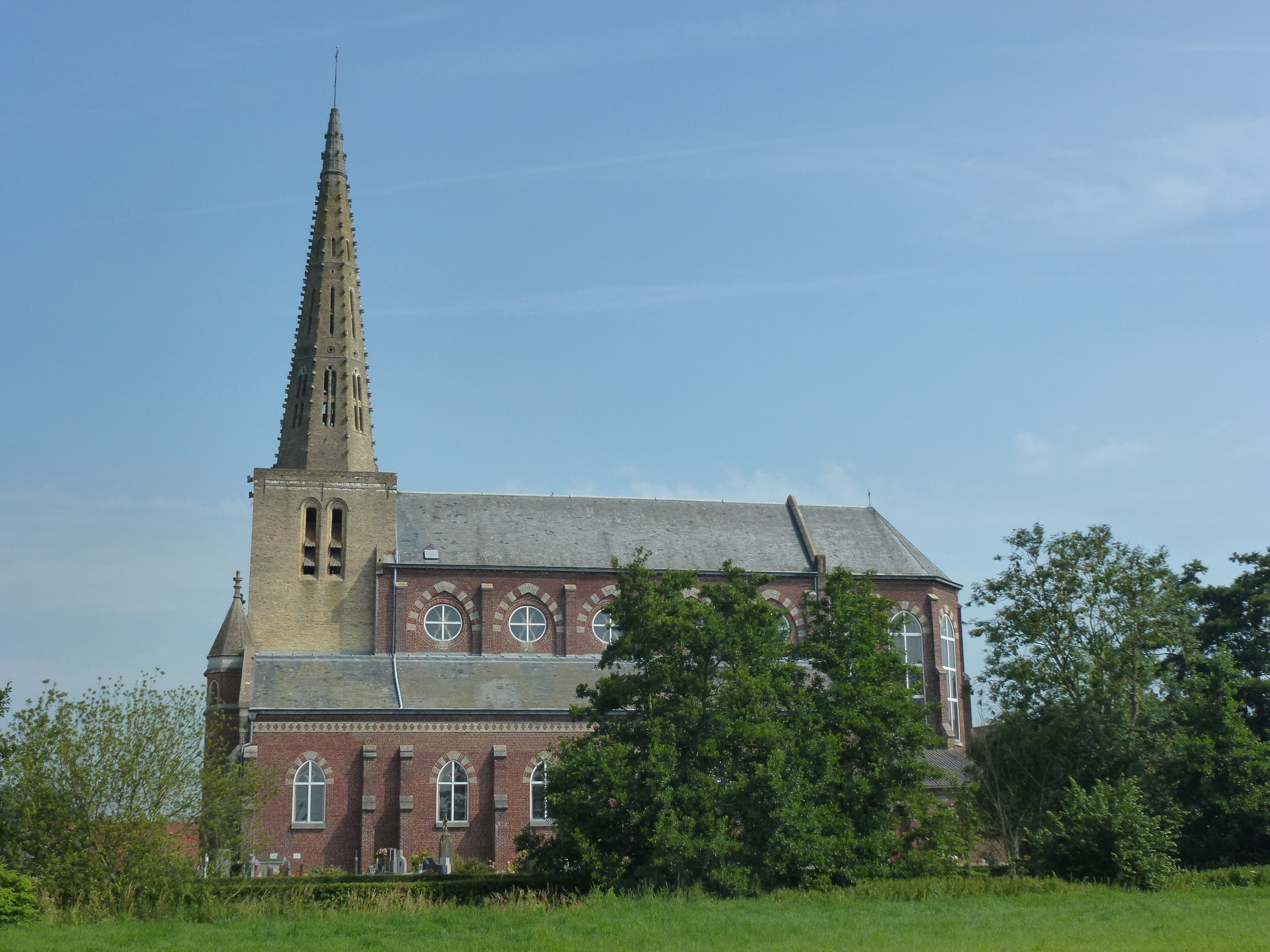
Kirche Saint-Denis
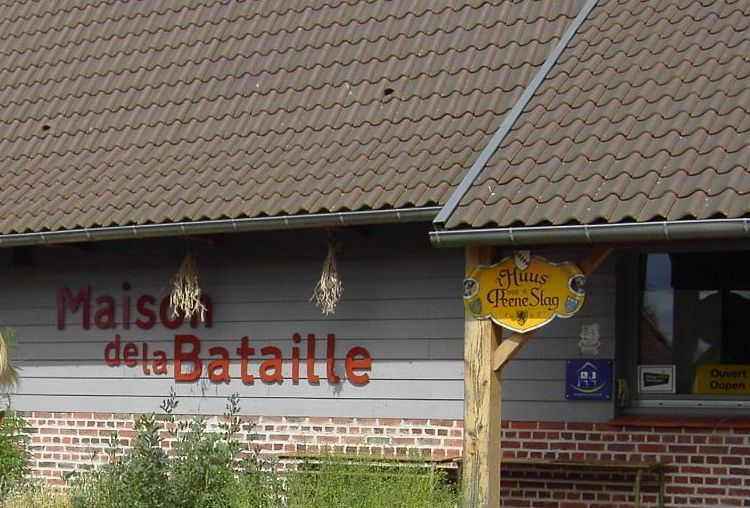
Museum zur Schlacht an der Peene
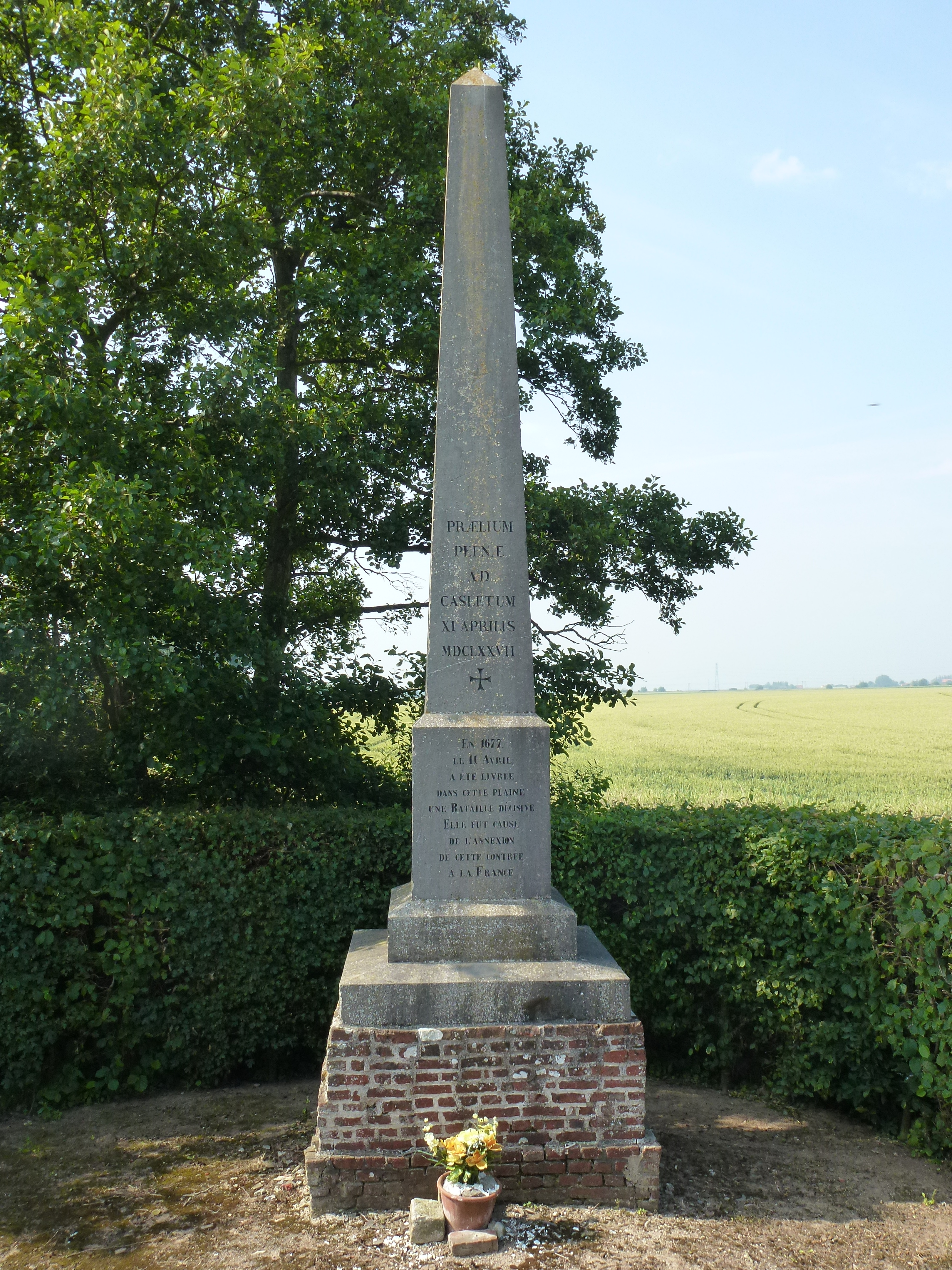
Obelisk an der Stelle der Schlacht an der Peene
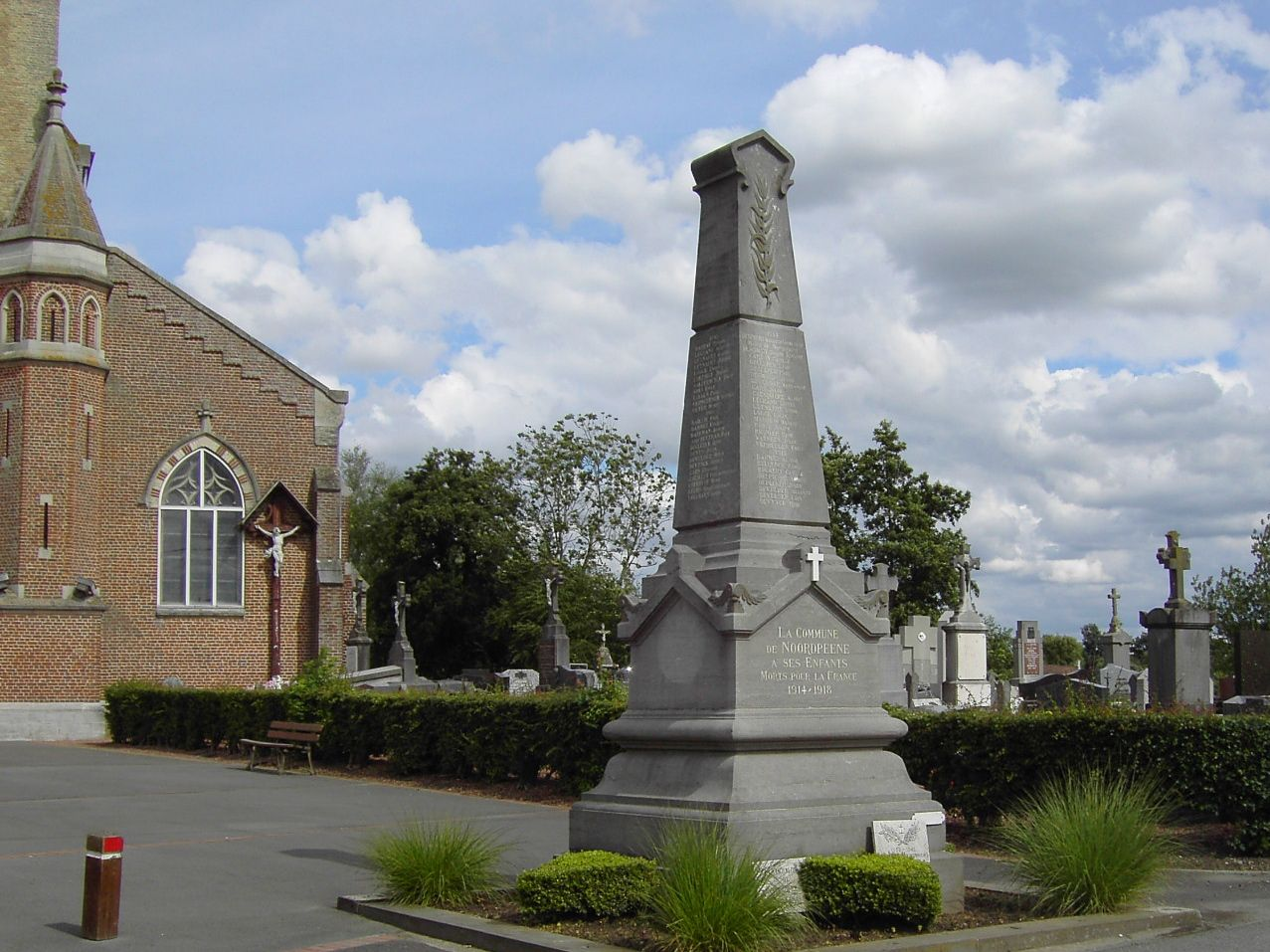
Gefallenendenkmal

## Verkehr
Noordpeene liegt abseits größerer Verkehrsachsen. Die Departementsstraße D 26 von Watten nach Cassel wird entlang der nördlichen Gemeindegrenze geführt. Die nachgeordneten Departementsstraßen D 55, D 55E, D 138, D 426 und lokale Landstraßen verbinden das Zentrum mit den Weilern der Gemeinde und den Nachbargemeinden. Busse einer Linie der Transportgesellschaft Arc-en-Ciel des Départements Nord verbinden Noordpeene mit Buysscheure und mit Hazebrouck über Cassel.
Die Bahnstrecke Arras–Dunkerque durchquert das nordöstliche Gemeindegebiet auf einem kurzen Abschnitt ohne Haltepunkt. Die Eisenbahn-Schnellfahrstrecke LGV Nord von Paris zum Eurotunnel wird durch das Gemeindegebiet südlich des Zentrums ohne Haltepunkt geführt.

## Persönlichkeiten
- Camille Looten (1855–1941), französischer Priester, Präsident des Comité flamand de France, geboren in Noordpeene
- Paul Hazard (1878–1944), französischer Literaturhistoriker, geboren in Noordpeene